# Montrond-les-Bains
Montrond-les-Bains è un comune francese di 4 826 abitanti situato nel dipartimento della Loira della regione dell'Alvernia-Rodano-Alpi.

## Società

### Evoluzione demografica
Abitanti censiti